# Bentarsari
Bentarsari is een bestuurslaag in het regentschap Brebes van de provincie Midden-Java, Indonesië. Bentarsari telt 6126 inwoners (volkstelling 2010).